# Индуизм в России
Индуизм в России исповедуется как коренными россиянами, так и представителями немногочисленной индийской диаспоры. Индуизм впервые пришёл в Россию в XVI веке, вместе с индийскими купцами. В XVII веке в Астрахани появилось индийское подворье, на территории которого действовал индуистский храм. Индийцам было дозволено совершать религиозные обряды в соответствии с индуистскими традициями и обычаями, из царской казны им предоставлялись ссуды, они платили небольшой оброк и были освобождены от других податей и каких-либо повинностей (воинская обязанность и т. д.)
В 1788 году была впервые переведена Петровым и издана на русском языке «Бхагавадгита» — один из базовых текстов индуистской философии, почти сразу же после перевода ее на английский в 1785 году Уилкинсом. В последующем интерес к «Бхагавадгите» усиливался — было издано более 5 различных её переводов. Индуистские эпосы «Махабхарата» (частью которого является «Бхагавадгита») и «Рамаяна» входили в программу по истории в русских гимназиях и университетах XVIII—XX веков.
Наиболее крупной индуистской религиозной организацией в современной России является Международное общество сознания Кришны (ИСККОН), представляющая традицию гаудия-вайшнавизма. Также имеются последователи других вайшнавских организаций (например, Шри Чайтанья Сарасват Матх, Шри Гопинатх Гаудия Матх и Международное общество чистой бхакти-йоги), шиваитских направлений и гуру — Лингаята, Натха, Шивая Субрамуниясвами и Тантра-сангха, а также таких неоиндуистских движений и гуру, как Брахма Кумарис, Миссия Рамакришны, Ашрам Шри Ауробиндо, Ананда Марга, Сахаджа-йога, Центр Шри Чинмоя, Шри Рамана Махарши, Парамаханса Йогананда, Свами Вишнудевананда, Хайдакхан Бабаджи и Сатья Саи Баба. Многие из них входят в Совет индуистских общин России.

## Количество организаций и последователей
По данным Государственного департамента США на декабрь 2005 года, в России существовало 78 официально зарегистрированных религиозных организаций кришнаитов, две тантрических организации, 20 официально зарегистрированных центров Брахма Кумарис, один центр Миссии Рамакришны (в Москве), один центр Ананда Марги (в Барнауле) и два центра Тантра-Сангхи — в Москве и Нижнем Новгороде.
Совет индуистских общин России, основываясь на данных Всероссийской переписи населения 2010 года, насчитывает в России 140 000 последователей индуизма и отмечает продолжающийся заметный рост их количества.
В 2012 году социологи из Института Европы РАН и независимой социологической службы «Среда» провели исследование о количестве последователей различных религий в России. Социологический опрос проводился среди городского и сельского населения в возрасте от 18 лет и старше в 79 субъектах РФ (всех субъектах РФ кроме Чечни, Ингушетии, Чукотского и Ненецкого округов). В ходе опроса 0,09 % опрошенных назвали себя последователями индуизма, кришнаизма и других «восточных религий и практик». Для сравнения, буддистами себя назвали 0,49 % опрошенных.
Согласно сайту Совета индуистских общин России, по данным на январь 2019 года в России насчитывалось около 100 официально зарегистрированных индуистских религиозных организаций.

## История
Отдельные учёные возводит истоки индуизма (ведизма) в России к древности. Согласно арктической гипотезе, Веды и иные основы индуизма индоарии унаследовали от общих со славянами предков, пришедших в Индию с территории Севера России. Отмечается теснейшее родство индуизма с древнеславянской религией.
XVI—XVII века
Классический индуизм впервые пришёл в Россию в XVI веке, вместе с индийскими купцами. Большая часть приехавших из Индии купцов, вероятно, были индусами. В это время в Индии правила мусульманская династия Великих Моголов, и индусы подвергались гонениям по религиозным мотивам. Тогда как в русском государстве, особенно при Петре I, индусам жилось заметно легче, чем в самой Индии. Пётр указывал властям «Держать к ним ласку и привет добрый и оберегать, чтобы им ни от кого обид не было». Вместе с тем, индийские купцы не занимались проповедью своей веры. Не сохранилось свидетельств того, что кто-либо из русских принял индуизм. Законодательство Российской империи разрешало иностранцам исповедовать свои верования, но запрещало вести миссионерскую деятельность.
Польский историк Ян Потоцкий, служивший в русском Министерстве иностранных дел при Александре I и побывавший в Астрахани в 1797 году писал: «Большая часть индийцев, живущих в Астрахани, родом из Мультана. У них есть брамины, кающиеся, вода из Ганга, одним словом, все что принадлежит к их религии. Я видел, как они вечером молились Вишну. В их божественной службе есть наружное великолепие, сколько позволяют место и обстоятельства… Они часто покупают птиц и выпускают их на волю, кормят собак, бегающих по улицам, и вообще оказывают великую привязанность к животным… Они почитают себя весьма счастливыми, если у них есть платье тёмно-зелёное или алое, два цвета, которые они весьма любят. Когда они умирают, тела их предают огню, и пепел отправляют в Индию». Однако, до разрешения в 1683 году кремирования, индийцы не имели возможности вывозить пепел на родину и хоронили его на восточной окраине Кулаковского бугра.
Они имели свой собственный храм («кумирница»), в котором были установлены мурти, проводились индуистские богослужения, читались священные тексты. Свидетельством существования в Астрахани индуистского храма являются сделанные в начале XIX века гравюры и рисунки «видописца» Емельяна Корнеева. Среди его работ существуют две гравюры, созданные в 1809 году и изображающие индуистское вайшнавское богослужение в храме в Астрахани. Аналогичный изображению на «индийских» гравюрах Корнеева сюжет содержится в наброске, сделанном в XVIII веке рисовальщиком и гравёром Х. Г. Гейслером, путешествовавшим по России вместе с известным учёным-энциклопедистом и географом Петром Палласом (1741—1811). Купцы-индусы Астрахани и члены их семей поклонялись Кришне и Раме и следовали традициям вайшнавизма. Здание храма существует в Астрахани и в настоящее время, российские вайшнавы планируют открыть в нём музей индуизма.
В «Ключарёвской летописи» сообщается, что первые индийские купцы прибыли на юг России, в Астрахань, в 1615—1616 годах, хотя есть мнение, что данное событие восходит к 1560-м годам. По свидетельству голландского ремесленника и путешественника Яна Янсена Стрейса индийцы прибывали «в Астрахань по Каспийскому морю на кораблях… На их судах весьма трудно переплыть море, они должны все время идти по ветру, а ставить паруса при боковом ветре они не могут, не подвергая себя опасности перевернуться»
Историки спорят, в каком году точно был построен первый индийский гостиный двор и из какого материала. Так, Васькин Н. в своей книге «Заселение Астраханского края» со ссылкой на «Ключарёскую летопись», что взамен деревянных торговых рядов, существовавших ещё в XVI веке «В 1625 году персияне, армяне и индийцы построили… гостиные дворы: армянские, персидские и индийские каменные по обряду азиатскому, неподалёку от Спасского монастыря». Однако Даркевич В. П. в книге «Астрахань — ворота на Восток» приводит несколько иные сведения, также ссылаясь на «Ключарёскую летопись»: «В 1649 году местные власти обустроили индийский гостиный двор с деревянными избами, лавками да складами». В Астраханском государственном объединённом историко-архитектурном музее-заповеднике (АГОИАМЗ) считают, что первый «индийский двор» в Астрахани был создан 1649 году местными властями с деревянными избами для жилья и торговыми лавками.
Тем не менее гостиные дворы находились на территории Белого города. Индийцам было дозволено совершать религиозные обряды в соответствии с индуистскими традициями и обычаями, из царской казны им предоставлялись ссуды, они платили самый маленький оброк в размере 12 рублей с лавки, они были освобождены от других податей и каких-либо повинностей (воинская обязанность и т. д.). Индийские купцы привозили товар из Персии, Бухары, Индии: шёлк, хлопчатобумажные ткани, меха, медь, кожи, ковры, шерсть, драгоценные камни, фрукты, вина, ладан, золото и серебро (в том числе в виде монет и слитков). Торговля шла не только в Астрахани, но и в прочих городах России. А из Москвы, Ярославля, Казани они везли товар на Восток. В Музее Востока в Москве хранится изготовленная в Индии в 994 году астролябия, которую приобрёл некий астраханский купец.
Индийские купцы действовали очень сплочённо, благодаря чему держали в своих руках более половины торговых точек в Астрахани. Некоторые занимались ростовщичеством. По состоянию на 1746 год из 76 индийцев было только двое ростовщиков. 60 индийцев занимались купечеством, 12 были нищими-аскетами. Астраханский зодчий-итальянец Дигбий описал индийское торговое подворье: торговые лавки, «важня» (помещение для взвешивания товара), амбары, сараи, кладовые, конюшни, коровники, кухни, столовые, бани и «церковь их, называема кумирница».
В 1660 годах в целях упрочнения торговых связей со странами Кавказа, с Персией, Хивой, Бухарой и Индией в Астрахани из камня были возведены 3 обширных гостиных двора — Русский, Индийский и Армянский.
В 1673 году, после восстания Степана Разина, когда восставшие разорили лавки индийских торговцев, было построено новое, каменное подворье, которое простояло до 1842 года. От смерти индийцев спасли коренные жители — татары. Около двух лет индийцы жили в татарских деревнях. Итогом такого сожительства стали появляться смешанные браки индийцев (выходцев из Пакистана) и татарок. Дети, рождённые в таком брачном союзе, получали название агрыжанских татар (т. н. «татары трёх дворов») исповедовавших индуизм. Жили в Агрыжанской слободе: одни из них имели купечество, тогда как другие «кормились работою». Несколько агрыжанских семей проживало на Бухарском дворе. К середине XIX в. агрыжанские татары слились с гилянскими и бухарскими татарами (потомками армян и персов). Они стали иметь «общую веру, язык, нравы и обычаи» — ислам. Особой социальной группой — «татары трёх дворов» — они оставались почти до 60-х гг. XIX в. Их численность к этому времени составляла 740 человек. Впоследствии они объединились с юртовскими татарами..
XVIII—XIX века
Некоторые индийцы переходили в российское подданство. В 1760 году староста индийского подворья Лачирам Гулабриев сообщил в губернскую канцелярию, о том что четверо индийцев живут в татарских юртах своими семьями и находятся в российском подданстве.
По данным 1783 года, «Индийский гостиный двор сделан наподобие каменной ограды, какие около старых монастырей бывают… Кельи их окон на улицу не имеют, а имеют только отверстия в потолке, чрез которыя свет входит. Они выезжают из Индии чрез Персию в молодых своих летах с весьма малым достатком, который приумножают в Астрахане торговлею, и живут там безвыездно лет по 10, по 20 и по 30, делаются великими богачами».
В 1785 году отправился в Индию и прожил там одиннадцать лет первый русский индолог и основатель индийского театра европейского образца Герасим Лебедев (1749—1817) , написавший книгу «Беспристрастное созерцание систем восточной Индии, брагменов, священных обрядов их, народных обычаев...», в которой он рассматривает индуизм и христианство как формы единой религии, Тримурти отождествляется с Троицей, Кришна с Сыном Божиим, божества с ангелами, считая Индию страной, сохранившей «истинно христианские» духовные ценности.
В 1788 году была впервые переведена Петровым и издана на русском языке «Бхагавадгита». Издателем был известный русский просветитель Н. И. Новиков (1744—1818). В последующем интерес к «Бхагавадгите» усиливался — было издано более 5 различных её переводов. Индуистские эпосы «Махабхарата» (частью которого является «Бхагавад-гита») и «Рамаяна» входили в программу по истории в русских гимназиях и университетах XVIII—XX веков.
В 1809 году было построено здание индийского подворья в стиле классицизма.
В 1840-е годы индийцы постепенно прекращали свою торговую деятельность в Астрахани и продали торговый дом купцу Усейнову.
В январе 1891 года цесаревич, будущий Император Николай II посетил Индию; по его воспоминаниям, он испытывал в храмах Индии такие же ощущения, что и у себя дома.
XX—XXI века
В 1914 году под руководством индолога, академика Российской Академии Наук С. Ф. Ольденбурга проектировался перенос индуистского храма из Бомбея в Петербург, что не удалось осуществить в условиях начавшейся войны.
В 1971 году Москву посетил основатель ИСККОН Бхактиведанта Свами Прабхупада; россиянин А. Ф. Пиняев становится первым последователем кришнаизма в СССР.
В 1988 году Совет по делам религий зарегистрировал первую индуистскую религиозную организацию «Московское общество сознания Кришны».
19 декабря 2011 года в Москве создан межконфессиональный Совет индуистских общин России.

## Индуистские направления и объединения в России

### Вишнуизм(кришнаизм)
«Международное общество сознания Кришны» (ИСККОН); «Шри Чайтанья Сарасват Матх»; «Шри Чайтанья Гаудия Матх»; «Шри Кришна-Чайтанья миссия»; «Шри Гопинатх Гаудия Матх»;  «Международное общество чистой бхакти-йоги».

### Шиваизм
«Традиция Натхов»; «Вирашайва (лингаяты)»; «Церковь Шайва Сиддханты»; «Тантра-сангха».

### Неоиндуизм
«Брахма Кумарис»; «Общество Рамакришны»; «Арья-самадж»; «Ашрам Шри Ауробиндо»; «Шивананда йога веданта центры»; «Ананда Марга»; «Сахаджа-йога»; «Центр Шри Чинмоя»; «Рамана-центр»; «Содружество самореализации»; «Международное братство Ананда»; «Хайдакханди Самадж»; «Институт знания о тождественности»; «Международная организация Сатья Саи»; «Шри Пракаш Дхам»; и другие.

## Известные представители
- Гусева, Наталья Романовна (1914—2010) — индолог, этнограф и поэтесса, сторонница арктической гипотезы прародины ариев, завещавшая отвезти её прах в Индию и развеять его над священной рекой Ганг[25].
- Индра Деви (Петерсон Евгения Васильевна, 1899—2002) — первая всемирно известная женщина-учитель йоги[26].
- Лисина, Екатерина Викторовна (род. 1987) — самая высокая в мире профессиональная баскетболистка, поклонница богини Лакшми[27].